# Friedrich von Tschudi
Friedrich von Tschudi (1820—1886) var en schweizisk skribent, bror til Johann Jakob von Tschudi.
von Tschudi var en tid præst, men blev senere knyttet til det politiske liv først som medlem af regeringsrådet og (fra 1877) også af det schweiziske Ständerat . Han blev især kendt gennem sin bog, Das Tierleben der Alpenwelt (Leipzig 1853), der udkom i mange oplag og blev oversat til andre sprog (herunder også dansk). 